# Росберг, Кеке
Кейо Э́рик (Ке́ке) Ро́сберг (швед. Keijo Erik "Keke" Rosberg; 6 декабря 1948 года, Сольна, лен Стокгольм, Швеция) — финский автогонщик, чемпион мира по автогонкам в классе «Формула-1» 1982 года.
Первый регулярный финский пилот и первый чемпион мира Ф1 из этой страны. Является победителем последней в истории внезачётной гонки Формулы-1 — Гонки чемпионов 1983. Менеджер своего сына — Нико Росберга, представляющего Германию. С 1992 по 1995 гг. выступал в чемпионате ДТМ за «Опель», одержав одну победу. Также является владельцем команд в ДТМ и Ф3.

## В Формуле-1

### Начало карьеры
Росберг начал свою карьеру гонщика Формулы-1 относительно поздно — в 29 лет. Дебюту в Ф-1 предшествовали выступления в Formula Vee, Formula Atlantic, Formula Pacific и Формуле-2. Первые выступления Росберга в Ф-1 были с командой Theodore в сезоне 1978. Он сразу же приковал к себе внимание паддока Формулы-1 фантастическим выступлением на внезачетном Международном трофее BRDC в Сильверстоуне, причём это была лишь его вторая гонка с командой, закончив гонку первым в ливень, который вывел из борьбы многих известных в то время гонщиков. Затем Росбергу никак не удавалось пройти квалификацию следующие три гонки в чемпионате мира, и он подписал контракт с другой неконкурентоспособной командой — ATS, так как болид Theodore страдал от неудачного дизайна. Тремя гонками спустя он возвращается в Theodore, но несмотря на покупку шасси команды Wolf, команда не стала конкурентоспособной. Росберг был вынужден вернуться в ATS за две гонки до конца сезона.
В середине сезона 1979 Кеке подписывает контракт с командой Wolf. Однако команда имела проблемы с финансированием и была вынуждена выживать, поэтому Росбергу удалось финишировать лишь однажды — на 9-м месте на Гран-при Франции. В сезоне 1980 года Wolf прекратила существование, и Росберг подписывает контракт с Fittipaldi Automotive, которая её купила. Именно тогда он заработал свои первые очки — 3-е место в Аргентине и 5-е в Италии.

### Пик карьеры
Несмотря на всё это, Williams был заинтересован в Росберге после ухода из гонок чемпиона 1980 года Алана Джонса в 1982 году. Получив быструю машину, Росберг сразу начал показывать высокие результаты. Он периодически набирал очки и одержал свою первую победу за две гонки до конца сезона на Гран-при Швейцарии на трассе Дижон-Пренуа (хотя Гран-при и назывался швейцарским, он проходил во Франции из-за запрета в Швейцарии на гонки после катастрофы в Ле-Мане в 1955 году).
Сезон 1982 года стал самым лучшим для Росберга. В этом сезоне произошло также множество различных событий — ни один из гонщиков не выиграл более двух гонок. Для Феррари сезон был испорчен смертью Жиля Вильнёва в Зольдере. Также карьеру был вынужден окончить из-за тяжёлых травм Дидье Пирони. Brabham-BMW и Renault с турбомоторами страдали от ненадёжности. Всё это позволило закончить сезон Росбергу чемпионом, хотя его Williams FW07C являлся продолжением конструкции 1979 года и использовал атмосферный Ford-Cosworth DFV V8, который считался устаревшим. Это был последний чемпионский титул добытый с данным двигателем спустя 15 лет после его появления в Формуле-1.
Пост-чемпионские годы для Росберга складывались уже не так удачно — Williams не удалось построить конкурентоспособный болид (Williams FW08 и FW09), хоть они и использовали мощные двигатели Honda. Но их надёжность оставляла желать лучшего. Чтобы защитить титул, в Williams снова решили вернуться к надежному Cosworth DFV — однако ничего не вышло, так как Ferrari, Renault и BMW улучшили надёжность своих моторов, что позволило показать болидам, использующим их, истинную скорость. Но Росбергу всё же удалось выиграть поул-позицию в Бразилии на Williams FW08, хотя он и был затем дисквалифицирован из-за того, что был вынужден покинуть кокпит по причине возгорания паров топлива. Причём то же самое с ним случилось и ровно за год до этого. После этой неудачи Росберг выигрывает две внезачётные Гонки чемпионов в Брендс-Хетче и Монако благодаря выбору сликов вместо дождевых шин, на которых стартовали остальные. Но после этих событий стало ясно, что результаты с атмосферными моторами не придут, и Фрэнк Уильямс подписывает контракт на поставку турбированных моторов Honda V6. Honda вернулась в Формулу-1 с командой Spirit, но результатов это не принесло из-за неудачного дизайна шасси и ненадёжности машины. Однако Honda надеялась на результат с Williams, которая имела репутацию чемпионской. Росберг и его напарник Жак Лаффит получили свои первые машины с турбомоторами Honda перед концом сезона на Гран-при ЮАР в Кьялами, и это сразу придало FW09 скорости. Росберг пришёл к финишу на пятом месте, что гарантировало ему пятую позицию в итоговой классификации. В течение сезона Росбергу дали прозвище «Король атмосферников».
Несмотря на высокую мощь двигателя Honda, шасси FW09B не хватало жёсткости чтобы справиться с 850 л. с. этого мотора. Финну удалось найти подход к машине, и это ему помогло одержать победу на Гран-при Далласа, но успех развить не удалось — другим успешным Гран-при осталась только открывавшая сезон гонка в Бразилии (на этот раз обошлось без дисквалификации). По итогам разочаровывающего года он занял восьмую строчку с 20,5 очками.
1985 обещал быть лучше для команды и Росберга. Финн получил нового напарника и машину — Найджела Мэнселла и Williams FW10 полностью из углеродного волокна, что было большим улучшением по сравнению с FW09B. Несколько гонок команда провела со старыми двигателями 1984 года, пока Honda не представила новую версию двигателя с улучшенной мощностью, надежностью и более низким потреблением топлива. Росбергу это позволило выиграть Гран-при Детройта, а также занять поул-позицию во Франции и Великобритании. Поул Росберга долго оставался лидером по средней скорости прохождения круга в Сильверстоуне — 1:05,591 (258,9 км/ч). Этот рекорд был побит только в 2002 году гонщиком Williams Хуаном-Пабло Монтойей в Монце.
Пятой и последней победой для Росберга стал успех на Гран-при Австралии на трассе в Аделаиде. Так как это была последняя гонка сезона, то это была и последняя гонка для Росберга в составе Williams. Эта гонка закрепила за Кеке репутацию «уличного бойца» за четыре победы на уличных трассах (он побеждал в Монако, Аделаиде, Далласе и Детройте).
Так как моторы Honda позволяли показывать результаты всё лучше и лучше, Росберг решил уйти из Williams ради перехода в McLaren, так как последним удалось завоевать кубок конструкторов в предыдущие два сезона — 1984 и 1985. Но судьба сыграла с Росбергом злую шутку — Williams доминировали в 1986 и 1987, тогда как McLaren испытывала проблемы с надежностью и скоростью.
Из-за этого Росберг с треском проиграл своему напарнику Алену Просту, который также стал чемпионом в 1985 году. Да и McLaren MP4/2C, спроектированный Джоном Барнардом, не подходил к стилю пилотирования финна — он был слишком агрессивным, в отличие от стиля Лауды и Проста. Так продолжалось, пока не стало известно, что Барнард переходит в Ferrari. Только после этого он серьёзно изменил настройки машины, чтобы та подошла стилю пилотирования Росберга. Но ирония была даже здесь — это позволило ему лишь занять поул-позицию в Германии). Вдобавок к этому, на тестах Brabham во Франции разбился Элио де Анжелис, близкий друг Росберга, что морально подавило Кеке, и он завершил карьеру — хотя после он и отметил, что сделал это слишком рано.
Росберг лидировал на Гран-при Австралии с отрывом в 30 секунд от Нельсона Пике (именно он стал его напарником), но выиграть ему не удалось из-за износа задней резины к 62-му кругу. Думая, что это шум двигателя, он заглушил двигатель и сошёл, чтобы проверить, в чём дело. Хотя надо было лишь заехать в боксы, чтобы сменить резину. Однако сам Росберг сказал, что он бы уступил победу Алену Просту, чтобы тот смог завоевать титул (тому нужно было выиграть гонку, в то время как Мэнселлу нужно было прийти к финишу не выше четвёртого места, тогда как Росберг не вёл борьбу за титул из-за череды неудач). Так и произошло — Прост выиграл гонку и титул, в то время как Мэнселл сошёл кругом позже Росберга из-за той же проблемы, только произошло это более зрелищно.
Росберг решил ещё в середине 1984 года, что будет гоняться ещё не более двух лет (хотя и не говорил об этом до Гран-при Германии 1986 года), и у него также не было предпосылок уходить из Williams в McLaren в то время, когда не только Honda улучшала свой двигатель, но также и Porsche в сотрудничестве с TAG (это был, кстати, третий и последний сезон для шасси MP4/2). Но Росберг стал показывать свой возраст. Когда у него брали интервью после его ухода из гонок, Росберг заявил, что если бы он остался, то мог бы уйти из Формулы-1 в начале 1986, после аварии владельца и руководителя команды, сэра Фрэнка Уильямса (в той трагедии он повредил позвоночник, результатом чего был паралич всех четырёх конечностей). Это оставило след в жизни Росберга, так как командой управлял другой человек, и на вопрос об этом он добавил: «Мы просто больше не могли работать вместе». И хотя Росберг не назвал имя этого человека, все были уверены, что Уильямса замещал главный дизайнер и технический директор Патрик Хэд, который хлопотал над командой, пока сэр Фрэнк оправлялся от травм.

## После Формулы-1
В 1989 Росберг вернулся в 24 часа Спа в составе команды Moneytron (Жан-Пьер ван Россем и Onyx) на машинах Ferrari Mondial. Примечательно, что именно эта команда дала начало карьере в Формуле-1 другому финну — Юрки Ярвилехто. Также Росберг был ключевым элементом в механизме команды Peugeot, которая была невероятно конкурентоспособной в начале 1990-х. Но через два года, после переменного успеха в кузовных гонках (две победы и неудачная попытка в 24 часах Ле-Мана), он перешёл в GTCC (German Touring Car Championship), он же DTM, где принимал участие в составе Mercedes-Benz и Opel. Затем он организовал свою команду — Team Rosberg в 1995, и в конце этого года перестал гоняться, чтобы сосредоточиться на управлении командой.
Team Rosberg начала соревноваться в 1996 в DTM, пока серия не прекратила своё существование из-за финансовых проблем; также была представлена в Формуле-BMW, немецкой Формуле-3, Евросерии Формулы-3 и A1 GP. Team Rosberg вернулась в «новый» DTM в 2000 с двумя Mercedes. Об очках, а тем более о победах, приходилось только мечтать, и с каждым сезоном результаты становились все хуже и хуже, и Team Rosberg ушла из серии в 2004, пообещав вернуться. Это произошло в 2006, но уже с Audi.

## Карьера гоночного менеджера
Росберг долгое время работал менеджером своих соотечественников Юрки Ярвилехто и будущего двукратного чемпиона мира Мики Хаккинена. На протяжении трёх лет — до 2008 года, Кеке был менеджером своего сына Нико. Последний, кстати, выступал в 2006 за Williams. В 2013 году произошло уникальное событие — впервые победителями Гран-при Монако стали отец и сын. Причем, разница между этими победами составила тридцать лет.
В 2016 году Нико стал чемпионом мира Формулы-1. Таким образом, пара отец и сын стали чемпионами «королевских гонок» во второй раз в истории. Ранее этого добивались Грэм (1962, 1968) и Деймон (1996) Хиллы. Интересно, что, как и Деймон Хилл, Нико Росберг стал чемпионом через 34 года после своего отца.

## Дизайн шлема
Когда Росберг гонялся в картинге, у него был шлем белого цвета с синей полосой. Но в Формуле-1 дизайн шлема изменился - дизайнер Сид Моска (именно он разрабатывал шлемы для таких бразильских гонщиков, как Айртон Сенна, Рубенс Баррикелло и Эмерсон Фиттипальди) раскрасил шлем Росберга в светло-синий и белый цвета (цвета флага Финляндии). Сверху шлема располагался полностью синий круг и полосой, разделяющей прямоугольник на прямоугольник в области визора и несколько синих прямоугольников в тыльной части шлема (напоминает дизайн шлема Дидье Пирони). В 1984 прямоугольники были заменены на жёлтую трапецию. Шлем сына Нико напоминал дизайн шлема отца, только вместо синего цвета использовался серый с языками пламени по кругу.

## Результаты выступлений в Формуле-1

### Результаты выступлений в чемпионате мира
| Легенда к таблице |                                                                    |
| --- | ------------------------------------------------------------------ |
| В таблице перечислены результаты всех Гран-при Формулы-1, в которых принимал участие гонщик. Строками таблицы являются сезоны, столбцами — этапы чемпионата мира. В каждой клетке указаны сокращённое название этапа и результат, дополнительно обозначенный цветом. Расшифровка обозначений и цветов представлена в нижеследующей таблице. |                                                                    |
| \| Пример \| Описание \| \| ------------ \| ------------------------------------------------------------------ \| \| 1 \| Победитель \| \| 2 \| Второе место \| \| 3 \| Третье место \| \| 5 \| Финишировал, заработав очки \| \| Сход \| Не финишировал, но при этом заработал очки \| \| 12 \| Финишировал, не получив очков \| \| НКЛ \| Финишировал, но не попал в финальную классификацию \| \| 15 \| Участвовал вне зачёта, либо по отдельной классификации \| \| 18 \| Не финишировал, но попал в финальную классификацию \| \| Сход \| Не финишировал \| \| НКВ \| Не прошёл квалификацию \| \| НПКВ \| Не прошёл предквалификацию \| \| ДСК \| Дисквалифицирован \| \| ИСК \| Исключён из протокола соревнований \| \| ТТ \| Заявлен для участия только в тренировках \| \| НС \| Участвовал в квалификации, но не стартовал в гонке \| \| Т \| Травмирован или болен \| \| ОТК \| Отказ от участия \| \| НТР \| Прибыл на соревнования, но на трассу не выезжал \| \| НПР \| Был заявлен в числе участников, но не прибыл к началу соревнований \| \| О \| Соревнования отменены \| \| \| Не участвовал \| \| Поул-позиция \| \| \| Быстрый круг \| \| |                                                                    |
| Пример | Описание                                                           |
| 1 | Победитель                                                         |
| 2 | Второе место                                                       |
| 3 | Третье место                                                       |
| 5 | Финишировал, заработав очки                                        |
| Сход | Не финишировал, но при этом заработал очки                         |
| 12 | Финишировал, не получив очков                                      |
| НКЛ | Финишировал, но не попал в финальную классификацию                 |
| 15 | Участвовал вне зачёта, либо по отдельной классификации             |
| 18 | Не финишировал, но попал в финальную классификацию                 |
| Сход | Не финишировал                                                     |
| НКВ | Не прошёл квалификацию                                             |
| НПКВ | Не прошёл предквалификацию                                         |
| ДСК | Дисквалифицирован                                                  |
| ИСК | Исключён из протокола соревнований                                 |
| ТТ | Заявлен для участия только в тренировках                           |
| НС | Участвовал в квалификации, но не стартовал в гонке                 |
| Т | Травмирован или болен                                              |
| ОТК | Отказ от участия                                                   |
| НТР | Прибыл на соревнования, но на трассу не выезжал                    |
| НПР | Был заявлен в числе участников, но не прибыл к началу соревнований |
| О | Соревнования отменены                                              |
| | Не участвовал                                                      |
| Поул-позиция |                                                                    |
| Быстрый круг |                                                                    |

| Сезон | Команда                         | Шасси                      | Двигатель                   | Ш | 1        | 2        | 3        | 4        | 5        | 6        | 7        | 8        | 9        | 10       | 11       | 12       | 13       | 14       | 15       | 16       | Место | Очки |
| ----- | ------------------------------- | -------------------------- | --------------------------- | - | -------- | -------- | -------- | -------- | -------- | -------- | -------- | -------- | -------- | -------- | -------- | -------- | -------- | -------- | -------- | -------- | ----- | ---- |
| 1978  | Theodore Racing Hong Kong       | Theodore TR1 (Ralt RT1)    | Ford Cosworth DFV 3,0 V8    | G | АРГ      | БРА      | ЮАР Сход | СШЗ НПКВ | МОН НКВ  | БЕЛ НКВ  | ИСП НПКВ |          |          |          |          |          |          |          |          |          | —     | 0    |
| 1978  | Theodore Racing Hong Kong       | Wolf WR3                   | Ford Cosworth DFV 3,0 V8    | G |          |          |          |          |          |          |          |          |          |          | ГЕР 10   | АВТ НКЛ  |          |          |          |          | —     | 0    |
| 1978  | Theodore Racing Hong Kong       | Wolf WR4                   | Ford Cosworth DFV 3,0 V8    | G |          |          |          |          |          |          |          |          |          |          |          |          | НИД Сход | ИТА НПКВ |          |          | —     | 0    |
| 1978  | ATS Racing Team                 | ATS HS1                    | Ford Cosworth DFV 3,0 V8    | G |          |          |          |          |          |          |          | ШВЕ 15   | ФРА 16   | ВЕЛ 17   |          |          |          |          |          |          | —     | 0    |
| 1978  | ATS Racing Team                 | ATS D1                     | Ford Cosworth DFV 3,0 V8    | G |          |          |          |          |          |          |          |          |          |          |          |          |          |          | США Сход | КАН НКЛ  | —     | 0    |
| 1979  | Olympus Cameras Wolf Racing     | Wolf WR8                   | Ford Cosworth DFV 3,0 V8    | G | АРГ      | БРА      | ЮАР      | СШЗ      | ИСП      | БЕЛ      | МОН      | ФРА 9    |          | ГЕР Сход |          |          | ИТА Сход |          |          |          | —     | 0    |
| 1979  | Olympus Cameras Wolf Racing     | Wolf WR7                   | Ford Cosworth DFV 3,0 V8    | G |          |          |          |          |          |          |          |          | ВЕЛ Сход |          |          |          |          |          |          |          | —     | 0    |
| 1979  | Olympus Cameras Wolf Racing     | Wolf WR9                   | Ford Cosworth DFV 3,0 V8    | G |          |          |          |          |          |          |          |          |          |          | АВТ Сход | НИД Сход |          | КАН НКВ  |          |          | —     | 0    |
| 1979  | Olympus Cameras Wolf Racing     | Wolf WR8/9                 | Ford Cosworth DFV 3,0 V8    | G |          |          |          |          |          |          |          |          |          |          |          |          |          |          | США Сход |          | —     | 0    |
| 1980  | Skol Fittipaldi Team            | Fittipaldi F7 (Wolf WR7/9) | Ford Cosworth DFV 3,0 V8    | G | АРГ 3    | БРА 9    | ЮАР Сход | СШЗ Сход | БЕЛ 7    | МОН НКВ  | ФРА Сход | ВЕЛ НКВ  |          |          |          |          |          |          |          |          | 10    | 6    |
| 1980  | Skol Fittipaldi Team            | Fittipaldi F8              | Ford Cosworth DFV 3,0 V8    | G |          |          |          |          |          |          |          |          | ГЕР Сход | АВТ 16   | НИД НКВ  | ИТА 5    | КАН 9    | США 10   |          |          | 10    | 6    |
| 1981  | Fittipaldi Automotive           | Fittipaldi F8С             | Ford Cosworth DFV 3,0 V8    | M | СШЗ Сход | БРА 9    | АРГ Сход |          |          |          | ИСП 12   | ФРА Сход | ВЕЛ Сход | ГЕР НКВ  |          |          |          |          |          |          | —     | 0    |
| 1981  | Fittipaldi Automotive           | Fittipaldi F8С             | Ford Cosworth DFV 3,0 V8    | A |          |          |          | САН Сход | БЕЛ Сход | МОН НКВ  |          |          |          |          |          |          |          |          |          |          | —     | 0    |
| 1981  | Fittipaldi Automotive           | Fittipaldi F8С             | Ford Cosworth DFV 3,0 V8    | P |          |          |          |          |          |          |          |          |          |          |          | НИД НКВ  | ИТА НКВ  | КАН НКВ  | СИЗ 10   |          | —     | 0    |
| 1982  | TAG Williams Team               | Williams FW07C             | Ford Cosworth DFV 3,0 V8    | G | ЮАР 5    | БРА ДСК  | СШЗ 2    | САН      |          |          |          |          |          |          |          |          |          |          |          |          | 1     | 44   |
| 1982  | TAG Williams Team               | Williams FW08              | Ford Cosworth DFV 3,0 V8    | G |          |          |          |          | БЕЛ 2    | МОН Сход | ДЕТ 4    | КАН Сход | НИД 3    | ВЕЛ Сход | ФРА 5    | ГЕР 4    | АВТ 2    | ШВА 1    | ИТА 8    | СИЗ 5    | 1     | 44   |
| 1983  | TAG Williams Team               | Williams FW08C             | Ford Cosworth DFV 3,0 V8    | G | БРА ДСК  | СШЗ Сход | ФРА 5    | САН 4    | МОН 1    | БЕЛ 5    | ДЕТ 2    | КАН 4    | ВЕЛ 11   | ГЕР 10   | АВТ 8    | НИД Сход | ИТА 11   | ЕВР Сход |          |          | 5     | 27   |
| 1983  | TAG Williams Team               | Williams FW09              | Honda RA163E 1,5 V6Т        | G |          |          |          |          |          |          |          |          |          |          |          |          |          |          | ЮАР 5    |          | 5     | 27   |
| 1984  | Williams Grand Prix Engineering | Williams FW09              | Honda RA163E 1,5 V6Т        | G | БРА 2    | ЮАР Сход | БЕЛ 4    | САН Сход | ФРА 6    | МОН 4    | КАН Сход | ДЕТ Сход | ДАЛ 1    |          |          |          |          |          |          |          | 8     | 20,5 |
| 1984  | Williams Grand Prix Engineering | Williams FW09B             | Honda RA164E 1,5 V6Т        | G |          |          |          |          |          |          |          |          |          | ВЕЛ Сход | ГЕР Сход | АВТ Сход | НИД 8    | ИТА Сход | ЕВР Сход | ПОР Сход | 8     | 20,5 |
| 1985  | Canon Williams Team             | Williams FW10              | Honda RA164E 1,5 V6Т        | G | БРА Сход | ПОР Сход | САН Сход | МОН 8    |          |          |          |          |          |          |          |          |          |          |          |          | 3     | 40   |
| 1985  | Canon Williams Team             | Williams FW10              | Honda RA165E 1,5 V6Т        | G |          |          |          |          | КАН 4    | ДЕТ 1    | ФРА 2    | ВЕЛ Сход | ГЕР 12   | АВТ Сход | НИД Сход | ИТА Сход | БЕЛ 4    |          |          |          | 3     | 40   |
| 1985  | Canon Williams Team             | Williams FW10B             | Honda RA165E 1,5 V6Т        | G |          |          |          |          |          |          |          |          |          |          |          |          |          | ЕВР 3    | ЮАР 2    | АВС 1    | 3     | 40   |
| 1986  | Marlboro McLaren International  | McLaren MP4/2C             | TAG/Porsche TTE PO1 1,5 V6T | G | БРА Сход | ИСП 4    | САН 5    | МОН 2    | БЕЛ Сход | КАН 4    | ДЕТ Сход | ФРА 4    | ВЕЛ Сход | ГЕР 5    | ВЕН Сход | АВТ 9    | ИТА 4    | ПОР Сход | МЕК Сход | АВС Сход | 6     | 22   |